# Oxokohlenstoffe

Allgemeine Struktur der Oxokohlenstoffe

Oxokohlenstoffe oder Oxocarbone sind eine Gruppe chemischer Verbindungen, bei denen alle oder fast alle Kohlenstoffatome eines organischen Moleküls oder Ions mit einem Sauerstoffatom – überwiegend als Carbonylgruppen oder deren hydratisierten Äquivalente – verknüpft sind. Typischerweise handelt es sich dabei um monocyclische Ketone, die neben den Carbonylgruppen ein Endiol-Strukturelement aufweisen. Die ungeladenen Verbindungen werden auch als Oxokohlenstoffsäuren bezeichnet und gehören als vinyloge Carbonsäuren zu den organische Säuren. Die Anionen der Oxokohlenstoffsäuren besitzen delokalisierte Bindungen und sind Verbindungen mit aromatischem Charakter.
Der Begriff Oxokohlenstoffe wurde 1963 durch den US-amerikanischen Chemiker Robert West geprägt.
Im Gegensatz dazu definiert die IUPAC-Nomenklatur alle Verbindungen, die ausschließlich aus Kohlenstoff und Sauerstoff aufgebaut sind als Oxokohlenstoffe (englisch oxocarbons). Diese werden im deutschen Sprachgebrauch als Kohlenstoffoxide oder Kohlenoxide bezeichnet und umfassen beispielsweise die anorganischen Verbindungen Kohlenstoffmonoxid (CO) und Kohlenstoffdioxid (CO2), aber auch komplexere organische Verbindungen wie das Mellitsäureanhydrid (C12O9), bei denen es sich nicht um Oxokohlenstoffe gemäß der Definition von West handelt.
Oxokohlenstoffe und Oxokohlenstoffderivate finden unter anderem Anwendung in der Analytik, bei der Entwicklung wiederaufladbarer Batterien, als funktionelle Farbstoffe in der Photovoltaik und der medizinischen Diagnostik und Therapie.

## Vertreter
Die wichtigsten Vertreter der Oxokohlenstoffe sind die monocyclischen Oxokohlenstoffsäuren, von denen fünf Verbindungen bekannt sind. Neben vier zweiprotonigen vinylogen Carbonsäuren mit der allgemeinen Formel CnH2On (n=3 bis 6), gibt es ein Beispiel für eine vierprotonige Oxokohlenstoffsäure:
| Monocyclische Oxokohlenstoffe | Monocyclische Oxokohlenstoffe                   | Monocyclische Oxokohlenstoffe | Monocyclische Oxokohlenstoffe | Monocyclische Oxokohlenstoffe |
| Trivialname                   | Systematische Bezeichnung (IUPAC)               | Summenformel                  | CAS-Nummer                    | Struktur                      |
| ----------------------------- | ----------------------------------------------- | ----------------------------- | ----------------------------- | ----------------------------- |
| Dreiecksäure                  | 2,3-Dihydroxy-2-cyclopropen-1-on                | C3H2O3                        | 54826-91-4                    |                               |
| Quadratsäure                  | 3,4-Dihydroxy-3-cyclobuten-1,2-dion             | C4H2O4                        | 2892-51-5                     |                               |
| Krokonsäure                   | 4,5-Dihydroxy-4-cyclopenten-1,2,3-trion         | C5H2O5                        | 488-86-8                      |                               |
| Rhodizonsäure                 | 5,6-Dihydroxy-5-cyclohexen-1,2,3,4-tetron       | C6H2O6                        | 118-76-3                      |                               |
| Tetrahydroxy-1,4-benzochinon  | 2,3,5,6-Tetrahydroxy-2,5-cyclohexadien-1,4-dion | C6H4O6                        | 319-89-1                      |                               |

Von den Oxokohlenstoffsäuren leiten sich viele Derivate ab, die definitionsgemäß oder in erweitertem Sinn den Oxokohlenstoffen zugerechnet werden. Besonders hervorzuheben sind die Salze der Oxokohlenstoffsäuren, deren Anionen mit der Summenformel CnOn2−, bzw. CnOn4− mit mehreren gleichwertigen mesomeren Grenzstrukturen beschrieben werden können.

## Geschichte
Der erste Vertreter der Oxokohlenstoffe wurde 1825 von Leopold Gmelin beschrieben. Bei der Herstellung von Kalium durch Umsetzung von Kaliumcarbonat mit Kohlenstoff nach einer Methode von Carl Emanuel Brunner wurde die Entstehung eines Nebenprodukts beobachtet, das Gmelin als „Kohlenoxydkalium“ bezeichnete. Aus diesem konnte er das Dikaliumsalz der Krokonsäure und die Säure selbst gewinnen. Aufgrund der gelben Farbe der Säure und ihrer Salze wurde sie nach dem griechischen Wort krokos für Safran oder Eigelb benannt (altgriechisch κρόκος ‚Safran‘). Justus von Liebig veröffentlichte 1837 eine alternative Synthese von Dikaliumkrokonat durch Umsetzung von Kohlenstoffmonoxid mit Kalium.
Wie bereits Gmelin beobachtete auch Liebig, dass beim Eintrag des „Kohlenoxydkaliums“ in Wasser nach dem Abfiltrieren zunächst eine rote Substanz zurückblieb, die sich im weiteren Verlauf zu dem gelben Kaliumkrokonat umwandelte. Diese rote Substanz wurde 1837 von Johann Florian Heller als Kaliumrhodizonat mit der Formel K2C6O6 identifiziert, aus dem er nach Behandlung mit einer Säure die freie Rhodizonsäure erhielt. Benannt wurde die Rhodizonsäure nach dem griechischen Wort rhodizein für rosenrot färben (altgriechisch ῥοδιζώ ‚sich rosig färben‘).
1862 konnte Joseph Udo Lerch bei der weiteren Untersuchung des „Kohlenoxydkaliums“ das Tetrahydroxy-1,4-benzochinon herstellen. Rudolf Nietzki und Theodor Benckiser zeigten 1885, dass ein wesentlicher Bestandteil des „Kohlenoxydkaliums“ das Hexakaliumsalz von Hexahydroxybenzol ist.
Ab den 1920er Jahren wurde die Verwendung von Natriumrhodizonat als Reagenz in der qualitativen Metallanalytik beschrieben.
Die Synthese der Quadratsäure wurde 1959 von Joseph D. Park et al. publiziert und 1976 gelang Robert West et al. ausgehend von der Quadratsäure durch eine Ringverengung die Synthese der Dreiecksäure.
Die Entwicklung von Farbstoffen auf der Basis von Quadratsäure und teilweise auch der Krokonsäure ab den 1980ern, gab der Forschung auf dem Gebiet der Oxokohlenstoffe neue Impulse und führte in den folgenden Jahrzehnten zu zahlreichen Veröffentlichungen sowohl in der wissenschaftlichen, als auch in der Patentliteratur. Mit dem zunehmenden Bedarf für die Entwicklung verbesserter Batteriesysteme für die Energiespeicherung, kamen ab 2008 Oxokohlenstoffsalze als Elektrodenmaterial in den Fokus des wissenschaftlichen Interesses.

## Gewinnung und Darstellung

### Synthesen von Tetrahydroxy-1,4-benzochinon, Rhodizonsäure und Krokonsäure
Ausgangsmaterial für die Synthese der Oxokohlenstoffsäuren Tetrahydroxy-1,4-benzochinon (3), Rhodizonsäure (6) und Krokonsäure  (8) ist das Kaliumsalz des Hexahydroxybenzols (1). Dieses erhält man durch die Cyclotrimerisierung von Kohlenstoffmonoxid mit Kalium bei hohen Temperaturen. Neutralisiert man die wässrige Lösung des Kaliumsalzes zum Hexahydroxybenzol (2), so erhält man beim Stehenlassen an der Luft blauschwarze Kristalle von Tetrahydroxy-1,4-benzochinon (3). Während die Verbindung in wässriger Lösung relativ stabil ist, wird sie durch Zusatz von überschüssigem Kaliumhydroxid schnell zu Dikaliumrhodizonat (5) weiteroxidiert. Daraus lässt sich schließen, dass auch die Reaktion des Kaliumsalzes von Hexahydroxybenzol zum Dikaliumrhodizonat über die instabile Zwischenstufe des Tetrakaliumsalzes von Tetrahydroxy-1,4-benzochinon (4) verläuft. Die Ringverengung des Dikaliumrhodizonats zum Dikaliumkrokonat (7) erfolgt unter oxidativen Bedingungen. Die freie Krokonsäure (8) wird durch Umsetzung des Kaliumsalzes mit Mineralsäuren erhalten. Die Überführung des Dikaliumrhodizonats in die freie Rhodizonsäure (6) ist aufgrund der leichten Oxidierbarkeit zum Kaliumkrokonat nicht einfach, gelingt jedoch über die Stufe des farblosen Rhodizonsäuredihydrats. Dieses kann durch Sublimation gereinigt werden und lässt sich beim Erhitzen im Vakuum in die wasserfreie, tieforange gefärbte Rhodizonsäure überführen.
Einen präparativ deutlich einfacheren Zugang im Vergleich zur Cyclopolymerisation von Kohlenstoffmonoxid entdeckte 1921 Benno Homolka. Durch die Umsetzung einer wässrigen Lösung von Glyoxal (1) mit Natriumhydrogensulfit wird in einer Bisulfit-Reaktion Dinatrium-1,2-dihydroxy-1,2-ethandisulfonat (2) gebildet. Mit einem Überschuss Natriumcarbonat und in Anwesenheit von Luftsauerstoff trimerisiert die Verbindung bei 50 °C zum Dinatriumtetrahydroxy-1,4-benzochinon (3), das in blauschwarzen, metallisch glänzenden Kristallen auskristallisiert. Durch Ansäuern mit Salzsäure wird das Tetrahydroxy-1,4-benzochinon (4) erhalten. Wird das Dinatriumsalz bei 170–180 °C in Gegenwart von Sauerstoff erhitzt, dehydriert die Verbindung zum Dinatriumrhodizonat (5).
Eine leicht zugängliche Ausgangsverbindung für die fünf- und sechsgliedrigen Oxokohlenstoffsäuren ist das in vielen pflanzlichen und tierischen Organismen vorkommende Cyclohexanhexol-Isomer myo-Inositol. Dabei wird das wasserfreie myo-Inositol (1) in konzentrierte Salpetersäure eingetragen und bei 60 °C gerührt. Wird das Reaktionsgemisch mit Kaliumcarbonat aufgearbeitet, so erhält man das Dikaliumtetrahydroxy-1,4-benzochinon (2) das mit etwas Kaliumrhodizonat verunreinigt ist. Nach Umsetzung mit Salzsäure kann das Tetrahydroxy-1,4-benzochinon (3) isoliert werden. Erfolgt die Aufarbeitung des oxidierten Reaktionsgemischs mit Kaliumacetat, während gleichzeitig Luft durchgeleitet wird, erhält man das Dikaliumrhodizonat (4) aus der sich die freie Rhodizonsäure (5) gewinnen lässt.

### Synthesen von Quadratsäure und Dreiecksäure
Für die Darstellung der Quadratsäure sind substituierte Alkene geeignete Ausgangsverbindungen. Durch eine thermische [2+2]-Cycloaddition von Chlortrifluorethen (1) erhält man das 1,2-Dichlor-1,2,3,3,4,4-hexafluorcyclobutan (2), das in Butanol mit Zink quantitativ zum Perfluorcyclobuten (3) dehalogeniert wird. Mit Kaliumethanolat wird dieses zu dem 1,2-Diethoxy-3,3,4,4-tetrafluorcyclobuten (4) umgesetzt. Die Diethoxyverbindung (4) wird in einer säurekatalysierten Hydrolyse in die Quadratsäure (9) überführt. Analog erfolgt die Darstellung der Quadratsäure ausgehend von 1,1-Dichlor-2,2-difluorethen (5) über die Zwischenstufen 1,1,2,2-Tetrachlor-3,3,4,4-tetrafluorcyclobutan (6), 1,2-Dichlor-3,3,4,4-tetrabluorcyclobuten (7) und 1-Chlor-3,3-difluor-2,4,4-trimethoxycyclobuten (8).
Eine alternative Methode zum Aufbau des Vierrings der Quadratsäure besteht in einer intramolekularen Cycloaddition ausgehend von Hexachlor-1,3-butadien (1). Durch Umsetzung mit Natriumethanolat erhält man das 1-Ethoxypentachlor-1,3-butadien  (2) das beim Erhitzen auf 200 °C in Gegenwart von katalytischen Mengen Eisenpulver unter Abspaltung von Ethylchlorid zum Perchlorcyclobutenon (3) reagiert. Perchlorcyclobutenon lässt sich mit Schwefelsäure zur Quadratsäure hydrolysieren. Bei einer weiteren Quadratsäure-Synthese ausgehend von Hexachlor-1,3-butadien wird dieses mit überschüssigem Morpholin umgesetzt. Es entsteht zunächst das Trichlortrimorpholinobutadien (6), das in Wasser bei 55 °C und pH 5–7 zu 3-Morpholinotrichlorbutenon (7) cyclisiert. Als vinyloges Carbonsäureamid kann die Verbindung mit Säuren zur Quadratsäure  (4) hydrolysiert werden. Ein Eintopfverfahren dieser Synthesevariante mit einer Ausbeute von bis zu 40 % bezogen auf das Hexachlor-1,3-butadien wurde als Herstellverfahren der Quadratsäure im halbtechnischen oder technischen Maßstab patentiert. Die Arbeitsvorschrift ohne Isolierung der Zwischenstufen konnte jedoch nicht reproduziert werden.
Ausgehend von der Quadratsäure gelang erstmals durch eine Ringverengungsreaktion die Darstellung der Dreiecksäure. Zunächst wird die Quadratsäure (1) mit Bis(trimethylsilyl)acetamid (2) zum Bis(trimethylsilyloxy)cyclobutendion (3) umgesetzt. Die Photolyse einer Lösung der Verbindung in Hexan führt zu einer Abspaltung von Kohlenstoffmonoxid und es entsteht Bis(trimethylsilyloxy)cyclopropenon (4) mit einer Ausbeute von 15–20 %. Die Hydrolyse zur Dreiecksäure (5) gelingt bei −78 °C mit 1-Butanol.
Bei einer alternativen Darstellungsmethode der Dreiecksäure ist der entscheidende Schritt die Addition eines Carbens an ein Alkin. Dabei wird 1,2-Bis(tert-butoxy)acetylen (1) mit Dichlorcarben (2), hergestellt durch Umsetzung von Trichlormethan  mit wässriger Natronlauge in Gegenwart eines Phasentransferkatalysators, über die nicht isolierbare Zwischenstufe Di-tert-butoxydichlorcyclopropen zum Di-tert-butoxycyclopropenon (3) umgesetzt. Die Abspaltung der beiden Alkoxygruppen zur Dreiecksäure (4) gelingt mit Trifluoressigsäure.

## Eigenschaften
Die Oxokohlenstoffsäuren sind feste, kristalline Verbindungen, die als Endiole vorliegen. Die Farbintensität der Verbindungen nimmt mit der Ringgröße zu. Während die Dreieck- und Quadratsäure farblos sind, ist die Krokonsäure gelb, die Rhodizonsäure tieforange und das Tetrahydroxy-1,3-benzochinon blauschwarz. Die Rhodizonsäure, Krokonsäure und Dreiecksäure sind im Gegensatz zur Quadratsäure und zum Tetrahydroxy-1,3-benzochinon relativ gut wasserlöslich. 
Als vinyloge Carbonsäuren besitzen die Oxokohlenstoffsäuren eine relativ hohe Acidität. Die Quadratsäure ist die stärkste Oxokohlenstoffsäure mit einer der Schwefelsäure vergleichbaren Säurestärke.
| Säure-Base-Gleichgewichte der Oxokohlenstoffsäuren | Säure-Base-Gleichgewichte der Oxokohlenstoffsäuren | Säure-Base-Gleichgewichte der Oxokohlenstoffsäuren | Säure-Base-Gleichgewichte der Oxokohlenstoffsäuren |
| m                                                  | Name                                               | pKa1                                               | pKa2                                               |
| -------------------------------------------------- | -------------------------------------------------- | -------------------------------------------------- | -------------------------------------------------- |
| 1                                                  | Dreiecksäure                                       | 2,57                                               | 6,03                                               |
| 2                                                  | Quadratsäure                                       | 0,6                                                | 3,5                                                |
| 3                                                  | Krokonsäure                                        | 0,8                                                | 2,24                                               |
| 4                                                  | Rhodizonsäure                                      | 3,1                                                | 4,9                                                |
| 4                                                  | Tetrahydroxy-1,4-benzochinon                       | 4,8                                                | 6,8                                                |

Je nach der Bestimmungsmethode werden in verschiedenen Publikationen unterschiedliche pKa-Werte angegeben. So findet man für die Quadratsäure pKa1 = 0,4–1,7 und für die Rhodizonsäure pKa1 = 3,15–3,9.
Die bei der Dissoziation der Oxokohlenstoffsäuren entstehenden Anionen sind planar mit einer Dnh-Symmetrie (n=3–6). Dies ergibt sich aus ihren Raman- und IR-Spektren und wird durch Röntgenbeugungsuntersuchungen belegt. Aufgrund der Elektronendelokalisierung haben die Oxokohlenstoffanionen – das Dianion der Dreiecksäure ausgenommen – eine starke Absorption im UV- und sichtbaren Bereich. Die elektronischen Spektren der gelösten Oxokohlenstoffe zeigen aufgrund des Jahn-Teller-Effekts eine Doppelbande. Publikationen zur Frage der Aromatizität der Oxokohlenstoffanionen zeigen, dass der aromatische Charakter mit zunehmender Ringgröße abnimmt. Während das Dreiring-Dianion σ- und π-aromatisch ist, ist das Vierring-Dianion moderat und die Fünf- und Sechsring-Dianionen wenig aromatisch.
Durch das Vorhandensein mehrerer möglicher Sauerstoffdonoratome bei den Oxokohlenstoffanionen, können diese mit einer Vielzahl von Übergangsmetall- und Lanthanid-Ionen wechselwirken und Metallkomplexe mit unterschiedlicher Koordinationsgeometrie bilden. Besonders gut untersucht sind Komplexverbindungen mit den Dianionen der Quadrat- und Krokonsäure. Rhodizonatdianionen können als bis-zweizähnige Liganden fungieren; daher lassen sich mit ihnen Metallorganische Gerüstverbindungen (MOFs) aufbauen.

## Reaktionen von Oxokohlenstoffen

### Überführung in Ester und Ketale
Die Carbonylgruppen der Dreieck- und Quadratsäure verhalten sich in ihrer chemischen Reaktivität wie die Carbonylgruppen von Carbonsäuren. Dagegen besitzen die Krokonsäure und Rhodizonsäure Carbonylgruppen, die nicht Teil einer vinylogen Carbonsäure-Gruppe sind. Diese zeigen mit Carbonyl-Reagenzien typische Reaktionen wie beispielsweise die Umsetzung mit Phenylhydrazin zu Phenylhydrazonen. Bei der säurekatalysierten Veresterung der Krokonsäure mit Ethanol wird gleichzeitig die nicht-vinyloge Carbonylgruppe in das Ketal überführt und man erhält das Krokosäurediethylesterdiethylketal (2).
Krokonsäurediethylester oder Krokonsäuredimethylester ohne Ketalisierung erhält man durch Umsetzung von Silberkrokonat (1) mit Methyliodid oder Ethyliodid.
Die Dimethylester lassen sich auch durch Umsetzung der Oxokohlenstoffsäuren mit Diazomethan herstellen.

### Reduktion und Oxidation
Die vier-, fünf- und sechsgliedrigen Oxokohlenstoffsäuren verhalten sich gegenüber Oxidationsmitteln wie Halogenen oder Salpetersäure gleichartig und ergeben als Ausnahme von der Erlenmeyer-Regel die entsprechenden Polyhydroxycycloalkane Cyclobutanoctol (1), Cyclopentandecol (2) und Cyclohexandodecol (3). Durch Reaktion mit Schwefeldioxid können diese wieder zu den Oxokohlenstoffsäuren reduziert werden.

### Pseudooxokohlenstoffe
Durch den Ersatz der Sauerstoffatome der Oxokohlenstoffe durch andere Atome oder Atomgruppen erhält man die Pseudooxokohlenstoffe, die beispielsweise Imino- oder Methylengruppen enthalten. Die Bezeichnung Pseudooxokohlenstoffe wurde 1978 von Alexander J. Fatiadi in die Fachliteratur eingeführt, der bei der Umsetzung von Dikaliumkrokonat (1) mit überschüssigem Malonsäuredinitril (2) das in Lösung intensiv gefärbte Krokonatviolett (3) erhielt.
Die Kondensation von Aminen mit Oxocarbonsäuren wurde intensiv untersucht. So reagiert o-Phenylendiamin mit verschiedenen Oxokohlenstoffsäuren auf unterschiedliche Weise. Bei der Reaktion von o-Phenylendiamin (1) mit Quadratsäure (2) werden unter Wasserabspaltung die beiden Hydroxygruppen durch die Aminogruppen des aromatischen Amins ersetzt und es wird das 1,4-Dihydrochinoxalinderivat (3) gebildet. Mit Krokonsäure (4) bildet sich neben dem 2,3-Dihydrochinoxalinderivat (5) dessen Oxidationsprodukt (6). Mit Rhodizonsäure (7) reagiert o-Phenylendiamin zu dem polycyclischen Heteroaromaten (8).

### Squarain- und Croconainfarbstoffe
1965 beschrieben Alfred Treibs et al. die Bildung von rotvioletten Farbstoffen bei der Umsetzung von Quadratsäure mit hochreaktiven substituierten Pyrrolen. Sie konnten zeigen, dass es sich dabei um mesomeriestabilisierte Betaine mit einem zentralen 1,3-disubstituierten Cyclobutenon-Strukturelement handelt und es sich um einen mit den Methinfarbstoffen verwandten neuen Farbstofftyp handelt.
Für diesen Farbstofftyp wurde 1980 die Bezeichnung Quadraine (englisch: Squaraine) vorgeschlagen, wobei seither in der Fachliteratur nahezu ausschließlich die Bezeichnung Squaraine verwendet wird. Symmetrische Squarainfarbstoffe können durch die Umsetzung der Quadratsäure mit elektronenreichen Aromaten oder Heteroaromaten wie Anilinen, Phenolen, Pyrrolen oder Indolen hergestellt werden. Unsymmetrische Squaraine sind zugänglich, indem man zunächst die Quadratsäure mit Thionylchlorid in das Quadratsäuredichlorid (3,4-Dichlor-3-cyclobuten-1,2-dion) überführt und dieses sukzessive mit verschiedenen Aromaten umsetzt. Aufgrund der großen Strukturvielfalt der Squarine, ihren optischen Eigenschaften mit einer starken Absorption im sichtbaren und NIR-Bereich und hohen molaren Absorptionskoeffizienten werden sie als funktionelle Farbstoffe in unterschiedlichen Einsatzgebieten verwendet.
Analog zu den Squarinfarbstoffen erhält man ausgehend von der Krokonsäure die Croconainfarbstoffe. Die ersten Beispiele wurden 1970 in einer Patent-Veröffentlichung von Agfa-Gevaert als Farbstoffe zur Sensibilisierung photoleitfähiger Substanzen publiziert. Dabei wird die Krokonsäure mit Benzothiazol- oder Benzoxazol-Derivaten und vergleichbaren elektronenreichen Heteroaromaten umgesetzt.
1973 wurden die zum ersten Squarainfarbstoff analogen Pyrrollfarbstoffe aus der Krokonsäure und der Rhodizonsäure beschrieben.
Die Croconaine zeigen ebenfalls eine starke Absorption im NIR-Bereich, wobei die Krokonat-Struktureinheit ein stärkerer Elektronenakzeptor als die entsprechende Squarat-Einheit ist. Die Absorptionsmaxima der Croconainfarbstoffe zeigen daher eine Rotverschiebung um etwa 100 nm im Vergleich zu den strukturanalogen Squarainfarbstoffen. Die Croconaine zeigen Fluoreszenz und zeichnen sich durch eine gute thermische Stabilität bei der Bestrahlung mit intensivem roten Laserlicht aus. Wie die Squarainfarbstoffe werden auch für die Croconainfarbstoffe zahlreiche Einsatzmöglichkeiten als funktionelle Farbstoffe – insbesondere bei biomedizinischen Anwendungen – beschrieben, haben jedoch bislang deren Bedeutung nicht erreicht.

## Anwendungen
Die Oxokohlenstoffe und ihre Derivate haben in ihrer langen Geschichte verschiedene Anwendungsmöglichkeiten gefunden. Eine klassische Verwendung ist die Nutzung von Oxokohlenstoffen in der Analytik. Schwerpunkte der neueren Forschung ist der Einsatz von Oxokohlenstoffsalzen als organisches Elektrodenmaterial für wiederaufladbare Batterien und die Anwendung von Oxokohlenstoff-Farbstoffen bei bildgebenden Verfahren im Bereich der Biomedizin, bei photothermischen Therapien und als molekulare Sensoren.

### Analytik
Natriumrhodizonat ist ein analytisches Reagenz zum qualitativen Nachweise verschiedener Kationen, die mit dem Reagenz zu einem farbigen Niederschlag reagieren. Ein ursprünglich von Fritz Feigl entwickelter Tüpfeltest zum Nachweis von Barium- und Strontiumsalzen wurde später auf andere Metallsalze und eine photometrische Detektion übertragen. Bei der titrimetischen Sulfatbestimmung kann Natriumrhodizonat als Indikator eingesetzt werden. Dabei wird die zu bestimmende Sulfatlösung neutralisiert und mit einer definierten Menge einer Bariumchlorid-Lösung versetzt, bis eine Natriumrhodizonat-Lösung zu einer blauroten Färbung führt und damit einen Bariumüberschuss anzeigt. Der Bariumchlorid-Überschuss wird dann mit einer Ammoniumsulfat-Maßlösung zurücktitriert. Das Titrationsende wird durch einen Farbumschlag nach Hellgelb angezeigt.

### Wiederaufladbare Batterien
2008 wurde die Verwendung eines Dilithiumrhodizonat/Kohlenstoff-Komposits als Kathodenmaterial in einem Lithium-Ionen-Akkumulator untersucht. Die Elektrode zeigt sowohl eine gute Selbstentladungsrate, als auch eine große Ladungsspeicherkapazität bei einer guten Temperaturbeständigkeit, allerdings eine relativ schlechte Ladungzyklendauer. Da die Rhodizonsäure als Ausgangsmaterial für das Dilithiumrhodizonat aus myo-Inositol hergestellt werden kann, wäre dies eine Möglichkeit, anorganische Verbindungen durch nachwachsende Rohstoffe zu ersetzen. In weiteren Studien wurde das Potenzial von Oxokohlenstoffsalzen für die Energiespeicherung in wiederaufladbaren Lithium-, Natrium- und Kaliumbatterien bestätigt.

### Photovoltaik
Squarainfarbstoffe können in farbstoffsensibilisierten Solarzellen (englisch dye-sensitized solar cell, DSSC) oder in organischen Solarzellen (englisch organic solar cell, OSC) als Elektronendonatoren eingesetzt werden. Bereits 1976 wurde die Verwendung eines Squarainfarbstoffs, dem Kondensationsprodukt von 3-Diethylaminophenol mit Quadratsäure, in einer organischen Solarzelle publiziert. Allerdings wurde nur ein Wirkungsgrad von 0,02–0,1 % erzielt. Erst 2008 konnte beim Wirkungsgrad von organischen Solarzellen mit Squarainfarbstoffen die 1 %-Marke überschritten werden und in den folgenden fünf Jahren stieg der Wirkungsgrad auf 8,3 % an. Gegenüber den typischerweise in den organischen Solarzellen verwendeten organischen Halbleitern – oftmals konjugierte Polymere – haben die Squarainfarbstoffe den Vorteil, dass sie wesentlich einfacher und kostengünstiger auch im Großmaßstab hergestellt werden können. Es entfällt die aufwändige Entfernung von Metallkatalysatoren und sie sind einfach zu isolieren und zu reinigen. Das Potenzial der Squarainfarbstoffe für das Einsatzgebiet Photovoltaik zeigt sich an einer Vielzahl wissenschaftlicher Veröffentlichungen.

### Bildgebende Verfahren in der Medizin
Squaraine und Croconaine absorbieren Licht im Bereich von 700–1500 nm und zählen somit zu den Nahinfrarot-Farbstoffen. Da Biomoleküle in diesem Wellenlängenbereich nur eine geringe Streuung, Absorption und Eigenfluoreszenz aufweisen, kann die erhöhte Durchdringung von NIR-Licht in Kombination mit Nahinfrarot-Farbstoffen für In-vivo-Bildgebungsverfahren und für therapeutische Zwecke genutzt werden.
Für den Einsatz von Squarainfarbstoffen in der bildgebenden Diagnostik gibt es verschiedene Ansatzpunkte. Eine Möglichkeit besteht darin, den Farbstoff mit einem Liganden, beispielsweise einem Peptid, zu verknüpfen. Dadurch erfolgt eine Fluoreszenzlöschung der Squaraineinheit. Das Farbstoff-Peptid-Konjugat wird zum Zielort eingeschleust, wo der Farbstoff dann enzymatisch freigesetzt und die Fluoreszenz wiederhergestellt wird. Somit kann man die Enzymaktivität beobachten und hat einen effizienten und schnellen Nachweis für Krankheiten, die im Zusammenhang mit Proteasen stehen.  Die zweite Möglichkeit besteht darin, den Squarainfarbstoffe in einer Nanostruktur zu verkapseln. Dies kann beispielsweise ein Albumin-Komplex sein, mit dem der Farbstoff in einen Tumor eingeschleust wird und als Kontrastmittel bei der Photoakustischen Tomografie fungiert.

### Phototherapien
Eine Reihe verschiedener Squarainfarbstoffe, beispielsweise halogenierte Farbstoffe, können als Photosensibilisator bei der Photodynamischen Therapie verwendet werden. Dabei wird durch die lichtinduzierte Aktivierung des Farbstoffs Singulett-Sauerstoff freigesetzt, der das bösartige Gewebe zerstört.
Bei der photothermischen Therapie wird der Effekt ausgenutzt, dass NIR-absorbierende Kontrastmittel in einem Tumor bei einer NIR-Laser-Bestrahlung eine lokale Hyperthermie erzeugen und dabei das Gewebe zerstören. Neben anorganischen Kontrastmitteln wie einwandigen Kohlenstoffnanoröhren (SWNTs) oder Übergangsmetallsulfiden und -oxiden, eignen sich auch organische Verbindungen wie beispielsweise der Squarainfarbstoff Bispyrrol-Squarain-Bispyrrol (SQP). Für die Anwendung wird dieser mit einem amphiphilen PEG-PPG-PEG-Blockcopolymer zu Nanopartikeln verkapselt, die sich nach der Injektion im Tumorgewebe anreichern, das dann bestrahlt wird.

### Sonstige Anwendungen
Insbesondere in der Patentliteratur werden weitere Anwendungen von Oxokohlenstoff-Derivaten beschrieben. So wird beispielsweise in einer 1979 veröffentlichten Patentanmeldung der Ciba-Geigy die Verwendung von Quadratsäuredialkylestern als Kontaktherbizid beansprucht. Squarainfarbstoffe wurden unter anderem von Philips und Kodak auf ihre Eignung für die optische Datenspeicherung oder von Mitsubishi als Flüssigkristalle für Liquid Crystal Displays untersucht. Einem Patent der American Cyanamid zufolge fungiert Rhodizonsäure als Adjuvans für Tetracyclin-Antibiotika. Neben anderen Polycarbonylverbindungen sollen Oxokohlenstoffe antidiabetisch und in vitro gegen Influenzaviren wirken.